# Łubno (Kołczygłowy)
Łubno (deutsch Lubben) ist ein Dorf in der polnischen Woiwodschaft Pommern. Es gehört zur Gmina Kołczygłowy (Gemeinde Alt Kolziglow) im Powiat Bytowski (Bütower Kreis).

## Geographische Lage
Das Kirchdorf liegt in Hinterpommern, etwa 23 Kilometer nordnordöstlich von Miastko (Rummelsburg i. Pom.) und 17 Kilometer westlich von Bytów (Bütow).

## Geschichte

Lubben, nordöstlich von Rummelsburg und südlich von Alt Kolziglow, auf einer Landkarte von 1915

Lubben, nordöstlich von Rummelsburg und westsüdwestlich von Bütow, auf einer Landkarte von 1910

Das Gut Lubben, zu dem eine Wassermühle und eine Ziegelei gehörten, war ein altes Lehen der Familie Puttkamer, das um 1600 gegründet worden war und das um die Mitte des 18. Jahrhunderts von dem Erben Georg Ewald von Puttkamer verkauft wurde. Seit dem 26. Juni 1758 gehörte es erblich dem Rittmeister und Landrat Balthasar Ludwig von Wobeser, der es noch 1782 besaß. im 19. Jahrhundert befand sich die Familie Puttkamer wieder im Besitz des Guts.
Am 1. April 1927 hatte der Gutsbezirk Lubben eine Flächengröße von 552 Hektar, und am 16. Juni 1925 hatte der Gutsbezirk 245 Einwohner. Am 1. Januar 1929 wurde der Gutsbezirk Lubben in eine Landgemeinde gleichen Namens umgewandelt.
Anfang der 1930er Jahre hatte die Landgemeinde Lubben eine Flächengröße von 5,5 km². Innerhalb der Gemeindegrenzen standen zusammen 23 bewohnte Wohnhäuser an zwei verschiedenen Wohnstätten:
1. Alt Jassonka
2. Lubben

Um 1935 gab es im Raum Lubben unter anderem drei Gasthöfe (davon war einer in Barkotzen und einer in Neufeld), zwei Bankgeschäfte und zwei Mühlen. Im Jahr 1939 hatte die Landgemeinde 191 Einwohner.
Die Landgemeinde Lubben gehörte im Jahr 1945 zum Landkreis Rummelsburg im Regierungsbezirk Köslin der preußischen Provinz Pommern des Deutschen Reichs und war Sitz des Amtsbezirks Lubben. Das Standesamt befand sich in Lubben.
Gegen Ende des Zweiten Weltkriegs wurde Lubben Anfang März 1945 von der Roten Armee eingenommen. Anschließend wurde Lubben zusammen mit ganz Hinterpommern von der Sowjetunion der Volksrepublik Polen zur Verwaltung überlassen. Es begann danach allmählich die Zuwanderung von Polen. Die einheimische Bevölkerung wurde in der Folgezeit von der polnischen Administration vertrieben. Der Ortsname wurde zu „Łubno“ polonisiert.

## Kirchspiel bis 1945

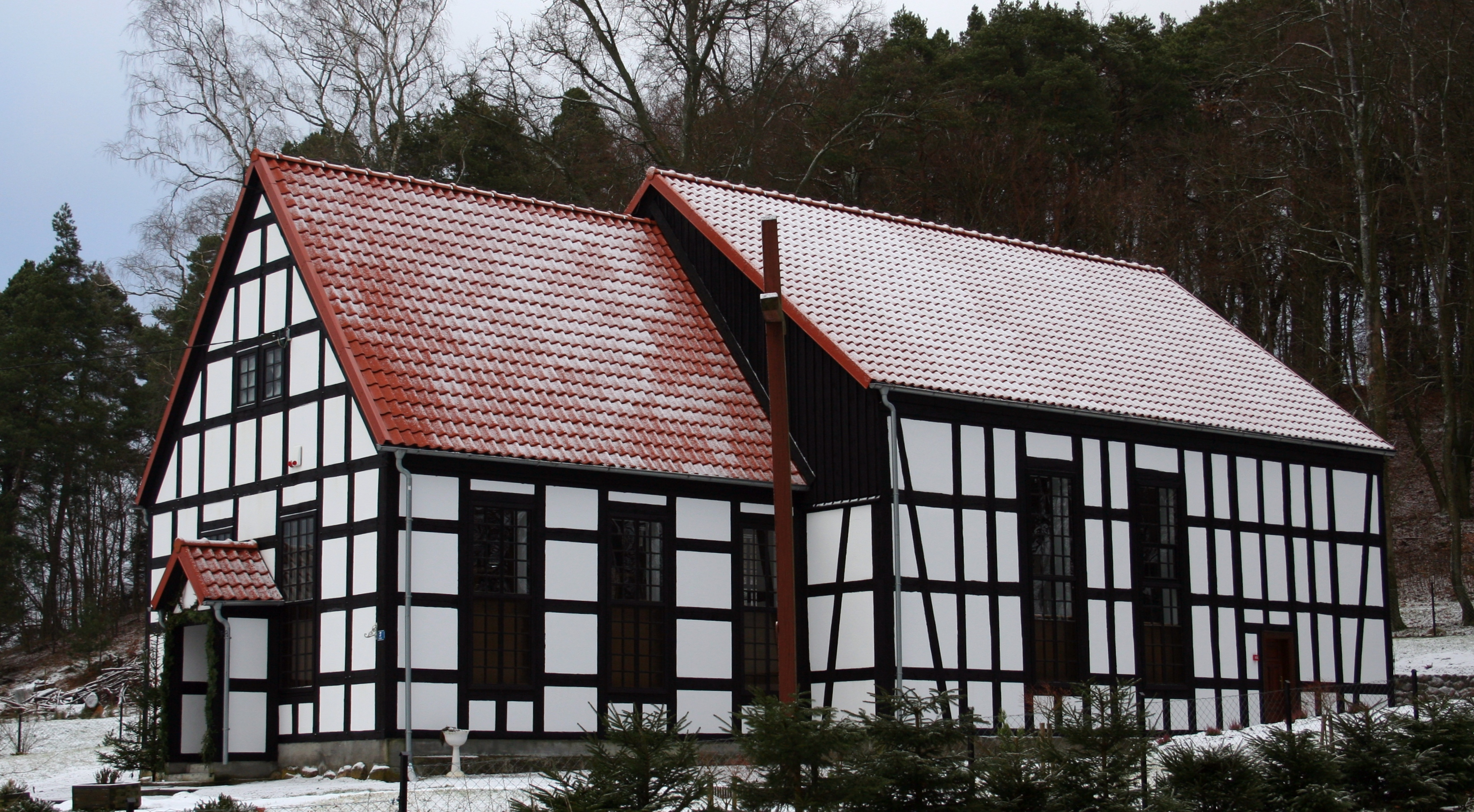
Dorfkirche (Aufnahme 2010), bis 1945 Gotteshaus der evangelischen Gemeinde Lubben

Um 1635 wurde in Lubben von der Familie Puttkamer eine Kapelle gestiftet.
Die vor 1945 anwesende Dorfbevölkerung war mit wenigen Ausnahmen evangelischer Konfession. Die evangelischen Einwohner gehörten zum Kirchspiel Alt Kolziglow. Die Kirchenbücher wurden in der Mutterkirche zu Alt Kolziglow aufbewahrt.
Das katholische Kirchspiel war in Rummelsburg i. Pom.
Nach 1945 wurde das Kirchengebäude zugunsten der Römisch-katholischen Kirche in Polen zwangsenteignet.

## Persönlichkeiten
- Balthasar Ludwig von Wobeser (1721–1796), preußischer Landrat, Gutsherr auf Lubben, stand von 1765 bis zu seinem Tode dem Kreis Rummelsburg in Hinterpommern vor, starb hier